# 白鳥正樹
白鳥 正樹（しらとり まさき、1975年5月10日 - ）は、埼玉県出身の元プロ野球選手（投手）。血液型はA型。

## 来歴・人物
小2から野球を始め、埼工大深谷高校ではエースとして3年春夏ともに県大会ベスト8。城西大学では4年生の時に大学選手権に出場して登板、1997年のドラフト7位で同僚の礒恒之とともに千葉ロッテマリーンズに入団。変則サイドスローで、即戦力投手として期待されていた。
しかし、1年目は肩の故障に悩まされ、1軍の試合はおろか2軍の試合にさえも1試合も登板出来なかった。
2年目も肩が完治せず、結局2軍の試合にわずか1試合、2/3イニングを投げただけに留まり、一度も1軍に上がる事も無いまま戦力外通告を受け、引退した。
引退後は、実家の鉄工所の会社役員を務めている。

## 選手としての特徴
変則サイドスローから繰り出される140km/h超のストレートと高速スライダーを武器にしていた。

## 詳細情報

### 年度別投手成績
- 一軍公式戦出場なし

### 背番号
- 59 （1998年 - 1999年）